# Landeshauptmann dell'Alta Austria
Il Landeshauptmann dell'Alta Austria (in tedesco: Landeshauptmann von Oberösterreich), al femminile Landeshauptfrau dell'Alta Austria (in tedesco: Landeshauptfrau von Oberösterreich) è il presidente del governo regionale dell'Alta Austria.

## Elenco
| Immagine | Landeshauptmann (nascita-morte) | Partito                    | Mandato                    |
| -------- | ------------------------------- | -------------------------- | -------------------------- |
|          | Adolf Eigl (1883-1958)          | Indipendente               | maggio 1945 - ottobre 1945 |
|          | Heinrich Gleißner (1893-1984)   | Partito Popolare Austriaco | 1945 - 1971                |
|          | Erwin Wenzl (1921-2005)         | Partito Popolare Austriaco | 1971 - 1977                |
|          | Josef Ratzenböck (1929)         | Partito Popolare Austriaco | 1977 - 1995                |
|          | Josef Pühringer (1949)          | Partito Popolare Austriaco | 1995 - 2017                |
|          | Thomas Stelzer (1967)           | Partito Popolare Austriaco | 2017 - in carica           |